# 西里西亞攻勢

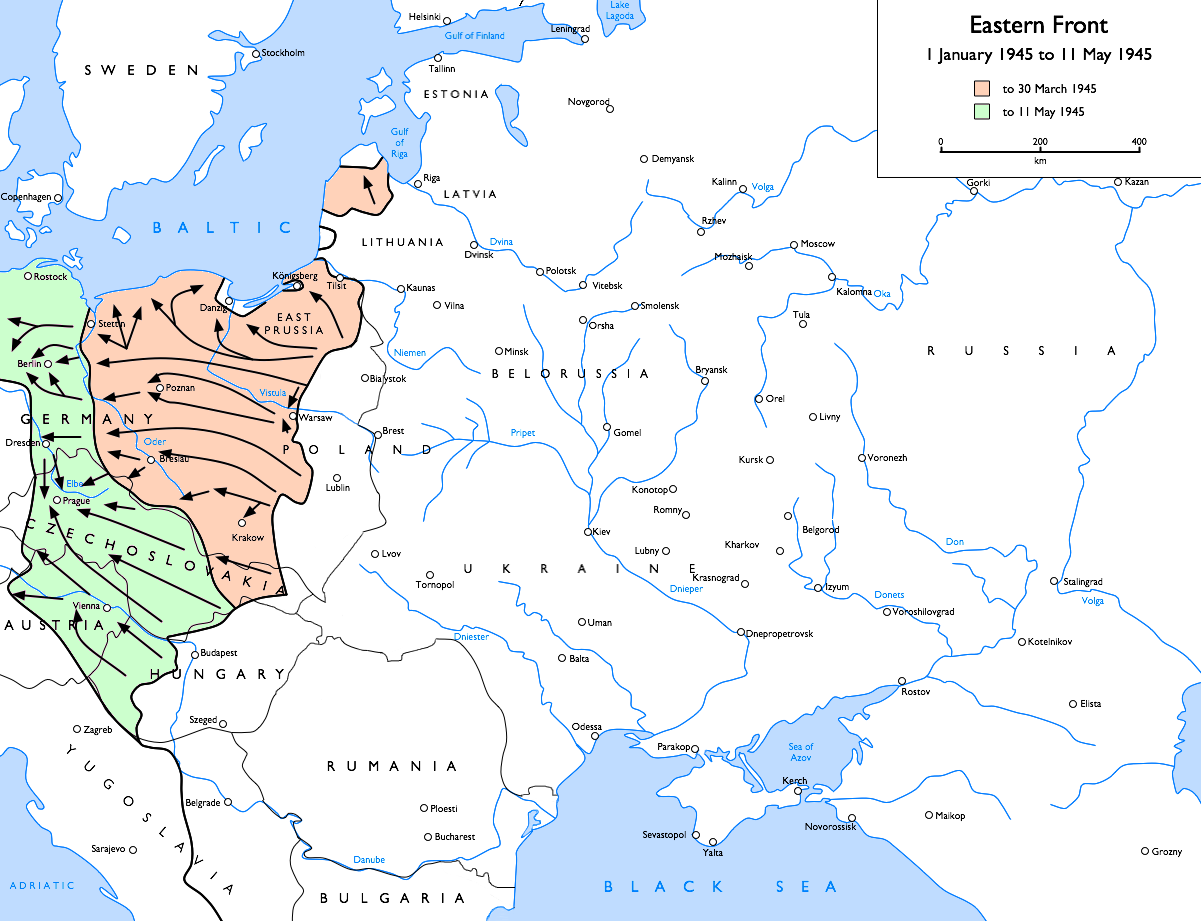
1945年第二次世界大戰蘇德戰爭形勢圖

西里西亞攻勢是在第二次世界大戰德蘇戰爭中蘇軍對德軍兩階段的攻勢，下西里西亞攻勢由1945年2月8日至2月24日止，而上西里西亞攻勢由1945年3月15日至3月31日止，為了在進攻柏林掃除側翼的威脅，蘇軍先消滅在西里西亞地區的德軍。
剛剛完成維斯瓦河-奧得河攻勢的，由伊萬·科涅夫指揮的烏克蘭第1方面軍被命令向西面的西里西亞推進，目的保護正準備向柏林推進的白俄羅斯第1方面軍的左翼，同樣地，在北面發動東波美拉尼亞攻勢的白俄羅斯第2方面軍奉命保護白俄羅斯第1方面軍的右翼，這些保護側翼的行動推遲了原定在1945年2月至4月向柏林的攻勢，4月中東波美拉尼亞攻勢（由白俄羅斯第2方面軍及白俄羅斯第1方面軍部份單位執行）已經勝利完成，攻佔了重要城鎮什切青，史達林推遲向柏林推進的決定已經成為蘇軍將領及軍事歷史學家的爭論題目，其中一邊認為蘇軍是有機會在2月份更快及付出更少代價攻佔柏林，另一邊則認為蘇軍的側翼當時受到德軍的威脅，德軍可能在側翼成功發動反攻及令戰爭延長，史達林的決定出於政治上的考慮，推遲令他可以攻佔奧地利大部份領土（維也納攻勢）。

## 參看
- 摩拉維亞-俄斯特拉發攻勢行動
- 桑多梅日–西里西亞攻勢